# 塞弗韦希
塞弗韦希是德国莱茵兰-普法尔茨州的一个市镇。总面积10.70平方公里，总人口222人，其中男性119人，女性103人（2011年12月31日），人口密度21人/平方公里。